# 12 Pułk Dragonów (austro-węgierski)

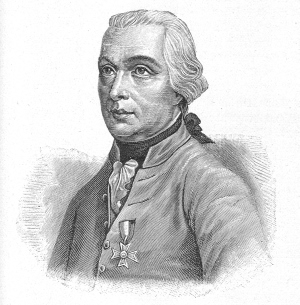
Gen. kaw. Michael von Melas

C. i k. Pułk Dragonów Nr 12 – pułk kawalerii cesarskiej i królewskiej Armii.

## Historia pułku
W 1798 francuski Regiment Królewskich Niemieckich Dragonów został przyjęty do służby cesarskiej, połączony z lekkokonnymi dywizjonami 1 i 2 Pułku Kirasjerów oraz przemianowany na 12 Regiment Kirasjerów. W tym samym roku oddział został przemianowany na 6 Regiment Kirasjerów. W 1802 jednostka została ponownie przemianowana na Regiment Dragonów Nr 6. W 1860 przywrócono poprzednią nazwę oddziału „12 Regiment Kirasjerów”. 1 października 1867 ustalono ostateczną nazwę pułku „Regiment Dragonów Nr 12”.
Kolejnymi szefami pułku byli:
- generał kawalerii Michael von Melas(inne języki) (1799 – †31 V 1806),
- generał kawalerii Johann Sigismund Riesch(inne języki) (1806 – †2 XI 1821),
- FML Karl Kinsky von Wchinitz und Tettau(inne języki) (1821 – †4 IX 1831),
- generał kawalerii Karl Ludwig von Ficquelmont (1831 – †7 IV 1857),
- FML Johann Horváth-Tholdy (1857 †20 IV 1865),
- generał kawalerii Erwin von Neipperg(inne języki) (1865 – †2 III 1897),
- wielki książę Rosji Mikołaj Romanow (1897–1914)[1].

Od 1 maja 1904 do 30 kwietnia 1912 naczelnym lekarzem pułku był dr Bronisław Jakesch.
W 1914 roku komenda pułku razem z 1. dywizjonem i kadrą zapasową stacjonowała w Ołomuńcu (niem. Olmütz), a 2. dywizjon w Bzenec (niem. Bisenz). Pułk wchodził w skład 20 Brygady Kawalerii.
Żołnierze nosili wyłogi cesarskożółte, guziki złote.

## Skład etatowy
- komenda pułku
- 1 dywizjon
- 2 dywizjon
- pluton pionierów
- patrol telegraficzny
- kadra zapasowa

Każdy dywizjon posiadał trzy szwadrony po 117 dragonów. Razem pułk liczył 37 oficerów oraz 874 podoficerów i żołnierzy.

## Komendanci pułku
- płk Mieczysław Ledóchowski (V 1910 – V 1912)
- płk Nikolaus Karapancsa von Kraina (1913 – 1914[1])